# Ostuncalco
Ostuncalco est une ville du Guatemala située dans le département de Quetzaltenango.